# Ralph Hug
Ralph Hug (* 1954 in Goldach) ist ein Schweizer Publizist. Er lebt und arbeitet in St. Gallen und forscht seit vielen Jahren zu verschiedenen politischen und historischen Themen, unter anderem zur Beteiligung von Schweizer Freiwilligen am Spanischen Bürgerkrieg.

## Arbeit
Ralph Hug ist Mitbegründer einer Interessengemeinschaft, die sich zur Aufgabe macht, die historische Leistung der Spanienfreiwilligen in Erinnerung zu rufen und zu deren nachhaltiger Rehabilitierung beizutragen. In zahlreichen Artikeln berichtet er von ihren Schicksalen. Gemeinsam mit dem sozialdemokratischen Nationalrat Paul Rechsteiner und anderen erreichte Ralph Hug Anfang 2010, dass die Strafurteile gegen die Schweizerinnen und Schweizer aufgehoben wurden, die im Spanischen Bürgerkrieg gegen die Franco-Diktatur gekämpft hatten.

## Werke
- Beitrag in: Monika Müller-Hutter u. a. (Hrsg.): Heimat what’s that? Heimat ist ein seltsames Wort. Es ist weiblich … Vexer, St. Gallen 2003, ISBN 978-3-909090-40-2.
- St. Gallen–Moskau–Aragon. Das Leben des Spanienkämpfers Walter Wagner. Rotpunktverlag, Zürich 2007, ISBN 978-3-85869-345-7.
- Mit Peter Huber: Die Schweizer Spanienfreiwilligen. Rotpunktverlag, Zürich 2009, ISBN 978-3-85869-390-7.
- Beitrag in: Urs Kälin, Stefan Keller und Rebekka Wyler (Hrsg.): 100 Jahre Volkshaus Zürich: Bewegung, Ort, Geschichte. Hier + jetzt, Baden 2010, ISBN 978-3-03919-149-9.
- Eine andere Wahl ist möglich. Wie Paul Rechsteiner Ständerat wurde. Interview mit Paul Rechsteiner von Stefan Keller; Wahlbilanz von Werner Seitz. Rotpunktverlag, Zürich 2012, ISBN 978-3-85869-489-8.

## Auszeichnungen
- Förderpreis der Stadt St. Gallen in Höhe von 10.000 CHF für einen Werkbeitrag zur Erforschung der Geschichte der Spanienfreiwilligen, St. Gallen 2007.[5]